# گودالی سلاخ
گودالی سلاخ، روستایی از توابع بخش مرکزی شهرستان بجنورد در استان خراسان شمالی ایران است زبان مردم گودالی‌سلاخ ترکی است. مردم سلاخ بسیار مهمان‌نواز و تلاشگر هستند

## جمعیت
این روستا در دهستان بدرانلو قرار دارد و براساس سرشماری مرکز آمار ایران در سال ۱۳۸۵، جمعیت آن ۸۰ نفر (۲۰خانوار) بوده‌است.